# Горбенцово
Горбенцово — деревня в Тотемском районе Вологодской области.
Входит в состав Погореловского сельского поселения, с точки зрения административно-территориального деления — в Погореловский сельсовет.
Расстояние по автодороге до районного центра Тотьмы — 58,7 км, до центра муниципального образования деревни Погорелово — 1,3 км. Ближайшие населённые пункты — Погорелово, Погост, Фоминское.
По переписи 2002 года население — 78 человек (41 мужчина, 37 женщин). Всё население — русские.
В 1999 году деревня была внесена в реестр населённых пунктов Вологодской области под названием Горбенцево. Изменение в реестр внесено в 2001 году.